# Cohors I Aelia Dacorum

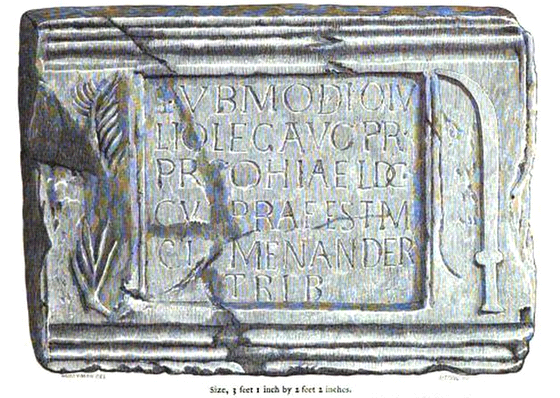
Bauinschrift vom Osttor des Kastells Birdoswald

Die Cohors I Aelia Dacorum [milliaria] [Antoniniana] [Augusta] [Gordiana] [Postumiana] [Probiana] [Tetricianorum] (deutsch 1. Kohorte die Aelische der Daker [1000 Mann] [die Antoninianische] [die Augusteische] [die Gordianische] [die Postumianische] [die Probianische] [die Tetricianische]) war eine römische Auxiliareinheit. Sie ist durch Militärdiplome, Inschriften und die Notitia dignitatum belegt. In einigen Inschriften wird sie als Cohors I Dacorum bezeichnet, in der Notitia dignitatum als Cohors prima Aelia Dacorum.

## Namensbestandteile
- Cohors: Die Kohorte war eine Infanterieeinheit der Auxiliartruppen in der römischen Armee.

- I: Die römische Zahl steht für die Ordnungszahl die erste (lateinisch prima). Daher wird der Name dieser Militäreinheit als Cohors prima .. ausgesprochen.

- Aelia: die Aelische. Die Ehrenbezeichnung bezieht sich auf Kaiser Hadrian, dessen Gentilname Aelius lautet.[A 1]

- Dacorum: der Daker. Die Soldaten der Kohorte wurden bei Aufstellung der Einheit aus dem Volk der Daker rekrutiert.

- milliaria: 1000 Mann. Je nachdem, ob es sich um eine reine Infanterie-Kohorte (Cohors milliaria peditata) oder um einen gemischten Verband aus Infanterie und Kavallerie (Cohors milliaria equitata) handelte, lag die Sollstärke der Einheit entweder bei 800 oder 1040 Mann. Der Zusatz kommt in den Militärdiplomen von 127 bis 130/131 und einer Inschrift[2] vor. In den Militärdiplomen wird statt milliaria das Zeichen {\displaystyle \infty } verwendet.

- Antoniniana: die Antoninianische. Eine Ehrenbezeichnung, die sich auf Caracalla (211–217) oder auf Elagabal (218–222) bezieht. Der Zusatz kommt in einer Inschrift[3] vor.

- Augusta: die Augusteische. Der Zusatz kommt in einer Inschrift[4] vor.[A 2]

- Gordiana: die Gordianische. Eine Ehrenbezeichnung, die sich auf Gordian III. (238–244) bezieht. Der Zusatz kommt in einer Inschrift[5] vor.

- Postumiana: die Postumianische. Eine Ehrenbezeichnung, die sich auf Postumus (260–269) bezieht. Der Zusatz kommt in zwei Inschriften[6] vor.

- Probiana: die Probianische. Eine Ehrenbezeichnung, die sich auf Probus (276–280) bezieht. Der Zusatz kommt in einer Inschrift[7] vor.

- Tetricianorum: die Tetricianische. Eine Ehrenbezeichnung, die sich auf Tetricus I. (271–274) bezieht. Der Zusatz kommt in einer Inschrift[8] vor.

Da es keine Hinweise auf den Namenszusatz equitata (teilberitten) gibt, ist davon auszugehen, dass es sich um eine Cohors milliaria peditata, eine reine Infanterie-Kohorte, handelt. Die Sollstärke der Einheit lag bei 800 Mann, bestehend aus 10 Centurien mit jeweils 80 Mann.

## Geschichte
Die Kohorte war in der Provinz Britannia stationiert. Sie ist auf Militärdiplomen für die Jahre 119/121 bis 158 n. Chr. aufgeführt.
Zu den Anfängen der Einheit gibt es unterschiedliche Vermutungen. Der erste Nachweis in Britannien beruht auf einem Diplom, das auf 119/121 datiert ist. In dem Diplom wird die Kohorte als Teil der Truppen (siehe Römische Streitkräfte in Britannia) aufgeführt, die in der Provinz stationiert waren. Weitere Diplome, die auf 127 bis 158 datiert sind, belegen die Einheit in derselben Provinz. Möglicherweise war um 145/158 eine Vexillation aus der Kohorte abgeordnet, da die Einheit in den Diplomen für diese Jahre nicht als milliaria bezeichnet wird.
Letztmals erwähnt wird die Einheit in der Notitia dignitatum mit der Bezeichnung Cohors prima Aelia Dacorum für den Standort Amboglanna. Sie war unter der Leitung eines Tribuns Teil der Truppen, die dem Oberkommando des Dux Britanniarum unterstanden.

## Standorte
Standorte der Kohorte in Britannia waren möglicherweise:
| - Banna (Birdoswald): zahlreiche Inschriften wurden hier gefunden. Aus einer Inschrift geht hervor, dass die Cohors I Aelia Dacorum und die Cohors I Thracum gemeinsam unter der Leitung des Tribuns Aurelius Julianus an dem Standort ein Lagerhaus (Horreum) errichteten. | - Amboglanna: Die Einheit wird in der Notitia dignitatum für diesen Standort aufgeführt. - Fanum Cocidi (Bewcastle): eine Inschrift wurde hier gefunden. |

## Angehörige der Kohorte
Folgende Angehörige der Kohorte sind bekannt:

### Kommandeure
| - [?], ein Centurio der Legio II Augusta (RIB 991) - [?], (RIB 1889) - [?], (RIB 1890) - [?], (RIB 1891) - [?], (RIB 1893) - [?], ein Tribun (AE 1957, 113) - [?], ein Tribun (RIB 1895) - [?], ein Tribun (RIB 1898) - []us Con[], ein Tribun (RIB 1888) - Ammonius Victorinus, ein Tribun - Aulus Fabius Proculus, ein Präfekt - Aur(elius) [] (RIB 1877) - Aurelius Faustus, ein Tribun - Aurelius Iulianus, ein Tribun - Aurelius Saturninus, vermutlich ein Centurio - Aurelius Verinus, ein Tribun | - Domitius Honoratus, ein Tribun - F[l(avius)] [] (RIB 1878) - Flavius Martinus, ein Centurio - Flavius Maximianus, ein Tribun - Funisulanus Vettonianus, ein Tribun - Iulius Marcellinus, ein Centurio der Legio II Augusta - Iulius Saturninus, ein Tribun - Marcius Gallicus, ein Tribun - Marcus Claudius Menander, ein Tribun - Pomponius Desideratus, ein Tribun - Probius Augendus, ein Tribun - Reginius Iustinus, ein Tribun - Statius Longinus, ein Tribun - Terentius Valerianus - Ti(berius) Cl(audius) Proculus Cornelianus, ein Präfekt (AE 1956, 123) |

### Sonstige
| - Ael(ius) Dida, ein Centurio (RIB 1365) - Aureli Ex[]im[], ein Centurio (RIB 1289) - [Cen]sorin(us), ein Beneficiarius (RIB 1894) | - Decius Sax(a), ein Centurio (RIB 1918) - Septimus, ein Soldat (RIB 1921) |